# Larry Robinson (basket-ball)
Pour les articles homonymes, voir Larry Robinson (homonymie) et Robinson.
Larry Robinson, né le 11 janvier 1968 à Bossier dans l’État de Louisiane aux États-Unis, est un ancien joueur américain de basket-ball. Il mesure 1,90 m.

## High School
- ???? - ???? :  Bossier city

## Collège
- ???? - 1986 :  Collège of Louisiane

## Université
- 1986 - 1988 :  University of E.Oklahoma (NCAA 1)
- 1988 - 1990 :  University of Centenary (NCAA 1)

## Clubs successifs
- 1990 - 1991 :  Warriors de Golden State (NBA) puis  Bullets de Washington (NBA)
- 1991 - 1991 :  Celtics de Boston (NBA)
- 1991 - 1992 :  Thrillers de Rapid City (CBA)
- 1992 - 1993 :  Thrillers de Rapid City (CBA) puis  Bullets de Washington (NBA) puis  Levallois (Pro A)
- 1993 - 1994 :  Rockets de Houston (NBA) puis  Sun Kings de Yakima (CBA) puis  Thrillers de Rapid City (CBA)
- 1994 - 1995 :  Sun Kings de Yakima (CBA)
- 1995 - 1996 :  Girona (Liga ACB) puis  Chalon-sur-Saône (Pro B)
- 1996 - 1997 :  Beachdogs de la Floride (CBA)
- 1997 - 1997 :  Grizzlies de Vancouver (NBA)
- 1997 - 1999 :  Lightning de Rockford (CBA)
- 1999 - 1999 :  Panteras de Miranda (LPB)
- 1999 - 2000 :  Rhythm de Richmond (IBL)
- 2000 - 2001 :  Hawks d'Atlanta (NBA) puis  Cavaliers de Cleveland (NBA)
- 2001 - 2002 :  Knicks de New York (NBA)
- 2002 - 2003 :  Vacqueros de Bayamon ( 1er division)
- 2003 - 2004 :  Wildcats d'Adirondack (USBL)

## Palmarès
- Champion de CBA en 1995

## Sources
- Maxi-Basket
- Le journal de Saône-et-Loire